# USS Potomac (AG-25)
Pour les articles homonymes, voir USS Potomac.
L'USS Potomac (AG-25), anciennement USCGC Electra, était le yacht présidentiel de  Franklin Delano Roosevelt de 1936 jusqu'à sa mort en 1945. 

Il est maintenant conservé à Oakland en Californie en tant que National Historic Landmark.

## Histoire
Long de 50 m, il fut construit en 1934 par la Manitowoc Ship Building Company, à Manitowoc dans le Wisconsin pour servir comme Coast Guard Cutter sous le nom d'Electra. 

Il fut ensuite converti pour servir comme yacht présidentiel et armé par l'US Navy en 1936. Il a été rebaptisé du nom du fleuve Potomac, qui passe à Washington DC. Dans les années suivantes, l'USS Potomac fut largement utilisé par le président Roosevelt, pour la pêche ou pour des rencontres politiques informelles. Ainsi, en 1939, le roi George VI et la reine Elizabeth voyagèrent avec les Roosevelt à bord du Potomac jusqu'à la maison de George Washington à Mount Vernon. 
Avec l'entrée en guerre des États-Unis, à partir de décembre 1941, il fut conseillé au président pour des raisons de sécurité de ne plus utiliser son yacht. Ce qui conduisit Roosevelt à rechercher pas trop loin de Washington un lieu pour se reposer et fuir la chaleur estivale de la capitale fédérale. C'est ainsi que fut acquis le site de camp David. 
Après la mort du président Roosevelt, l'USS Potomac fut retiré du service de l'US Navy en 1945. Il fut remplacé comme yacht présidentiel par l’USS Williamsburg. Il servit alors à la Commission des pêches du Maryland puis comme ferry entre Porto Rico et les îles Vierges. 
En 1964, il fut racheté par Elvis Presley. Revendu, il fut impliqué en 1980 dans un trafic de drogue et saisit par les Douanes américaines à San Francisco.  Il resta ainsi au sec à Sausalito pendant plusieurs années avant d'être remorqué à Treasure Island, une île de la baie de San Francisco où il coula en 1997.

## Navire musée
Renfloué par l'US Navy à peine deux semaines plus tard, le Potomac fut vendu au port d'Oakland pour 15 000 dollars et fut restauré. 

Préservé par l'association Potomac, il est désormais amarré à côté du Jack London Square (37° 47′ 43,01″ N, 122° 16′ 48,36″ O), à Oakland. Il est ouvert au public pour des visites et des croisières dans la baie de San Francisco.

### Source
- (en) Cet article est partiellement ou en totalité issu de l’article de Wikipédia en anglais intitulé « USS Potomac (AG-25) » (voir la liste des auteurs).

- (en) Cet article est partiellement ou en totalité issu de l’article de Wikipédia en anglais intitulé « USS Augusta (CA-31) » (voir la liste des auteurs).